# Bildtafel der Strassensignale in der Schweiz und in Liechtenstein seit 2023
Die Bildtafel der Strassensignale in der Schweiz und in Liechtenstein seit 2023 zeigt den aktuell gültigen Katalog der Strassensignale (Stand: 1. Januar 2023).
Grundlage in der Schweiz ist die Signalisationsverordnung vom 5. September 1979 (SSV) und in Liechtenstein die Strassensignalisationsverordnung vom 27. Dezember 1979 (SSV).
Die in dieser Bildtafel gezeigten Signale werden auf Schweizer und Liechtensteiner Gebiet verwendet, ausgenommen hiervon sind Feldwege in Tägermoos, dort werden deutsche Signale verwendet (siehe Artikel hierzu).
Untenstehender Katalog ist vom Stand Januar 2023, alle Anpassungen seit Einführung der Verordnung auf den 1. Januar 1980 sind berücksichtigt worden. Zum Katalog vom Stand 1. Januar 1980 und zur Chronologie aller Änderungen seither sowie künftige Anpassungen siehe Bildtafel der Strassensignale in der Schweiz und in Liechtenstein von 1980 bis 2023.

## Gliederung
Die untenstehende Gliederung orientiert sich an die Gliederung im Signalisationskatalog im Anhang 2 der SSV.
| Kategorie                             | Form            | Nr.         | Art                                                                                                 | Farbe                     | Farbe           | Farbe               | Beispiel(e) |
| Kategorie                             | Form            | Nr.         | Art                                                                                                 | Rahmen                    | Hintergrund     | Inhalt              | Beispiel(e) |
| ------------------------------------- | --------------- | ----------- | --------------------------------------------------------------------------------------------------- | ------------------------- | --------------- | ------------------- | ----------- |
| 1. Gefahrensignale                    | dreieckig       | 1.01–1.18   | a) Gefährliche Strassenanlage                                                                       | rot                       | weiss           | schwarz             |             |
| 1. Gefahrensignale                    | dreieckig       | 1.22–1.32   | b) Übrige Gefahren                                                                                  | rot                       | weiss           | schwarz             |             |
| 2. Vorschriftssignale                 | rund            | 2.01–2.20   | a) Fahrverbote, Mass- und Gewichtsbeschränkungen                                                    | rot                       | weiss           | schwarz             |             |
| 2. Vorschriftssignale                 | unterschiedlich | 2.30–2.59.6 | b) Fahranordnungen, Parkierungsbeschränkungen                                                       | unterschiedlich           | unterschiedlich | unterschiedlich     |             |
| 2. Vorschriftssignale                 | unterschiedlich | 2.60–2.65   | c) Besondere Wege, Busfahrbahn, Lichtsignal-System für die zeitweilige Regulierung von Fahrstreifen | unterschiedlich           | unterschiedlich | unterschiedlich     |             |
| 3. Vortrittssignale                   | unterschiedlich | 3.01–3.24   | –                                                                                                   | unterschiedlich           | unterschiedlich | unterschiedlich     |             |
| 4. Hinweissignale                     | rechteckig      | 4.01–4.25   | a) Verhaltenshinweise                                                                               | weiss (dünn)              | grün oder blau  | weiss oder schwarz  |             |
| 4. Hinweissignale                     | unterschiedlich | 4.27–4.59.1 | b) Wegweisung auf Haupt- und Nebenstrassen                                                          | weiss (dünn)              | unterschiedlich | weiss oder schwarz  |             |
| 4. Hinweissignale                     | unterschiedlich | 4.60–4.73   | c) Wegweisung auf Autobahnen und Autostrassen                                                       | weiss oder schwarz (dünn) | unterschiedlich | weiss oder schwarz  |             |
| 4. Hinweissignale                     | rechteckig      | 4.75–4.91   | d) Informationshinweise                                                                             | unterschiedlich           | unterschiedlich | unterschiedlich     |             |
| 5. Ergänzende Angaben zu Signalen     | rechteckig      | 5.01–5.58   | –                                                                                                   | schwarz (dünn)            | weiss           | schwarz             |             |
| 6. Markierungen und Leiteinrichtungen | –               | 6.01–6.31   | –                                                                                                   | –                         | –               | weiss gelb blau rot |             |

## Design

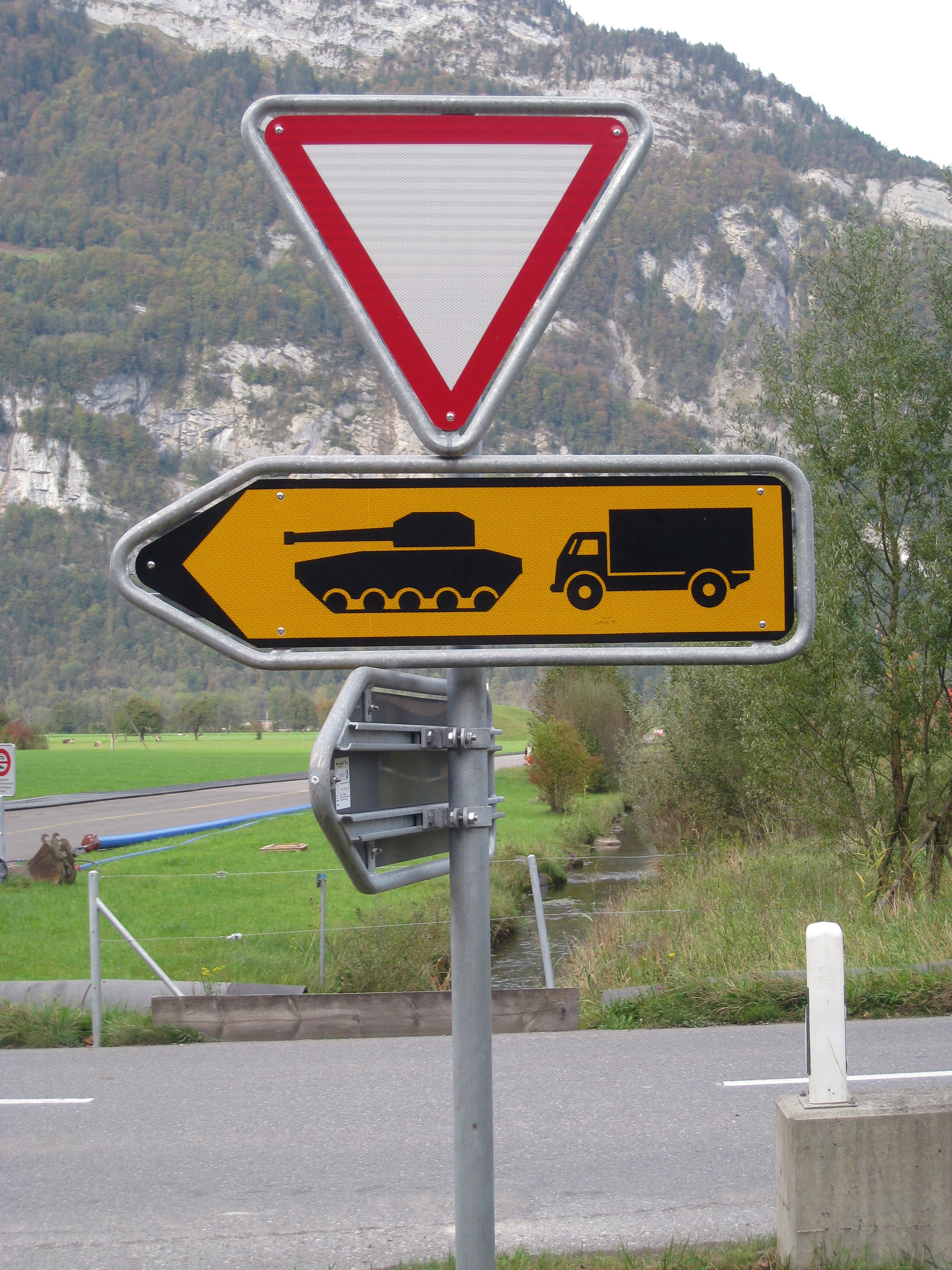
Wegweiser ausschliesslich für Führer von Militärfahrzeugen

Die Grösse der Signale und Markierungen wird im Anhang 1 der SSV definiert. Weitere Details (Farbe, Schrift, zulässige Variationen, Aufstellung usw.) regeln entsprechende technische Normen.
Die Standardschrift ist ASTRA-Frutiger. Vor 2003 aufgestellte Signale verwendeten die SNV-Schriftart, diese bleiben weiterhin gültig.
Ist das Signal gelb-schwarz (Ausnahme: 3.03 und 3.04), so gilt das Signal ausschliesslich für Führer von Militärfahrzeugen (Art. 101 Abs. 8 SSV).
Als Farben der Velosignale ist definiert: Weisse Fläche ist Verkehrsweiss (RAL 9016), Hintergrund ist Rubinrot (RAL 3003), der Hintergrund der grauen Ende-Signale ist Signalgrau (RAL 7004), die schwarzen Striche an den Ende-Signalen sind Verkehrsschwarz (RAL 9017).

## Signalisationskatalog der Schweiz und von Liechtenstein
Die Schweiz und Liechtenstein besitzen mit einigen Ausnahmen dieselbe Strassensignalisation. Ausnahmen sind als solche gekennzeichnet.

### 1.xx Gefahrensignale
Die Gefahrensignale stehen gemäss Art. 3 Abs. 3 SSV
- innerorts kurz vor der Gefahrenstelle. Stehen sie mehr als 50 Meter vorher, wird die Entfernung auf beigefügter «Distanztafel» (5.01) vermerkt
- ausserorts 150 bis 250 Meter vor der Gefahrenstelle, andernfalls wird die Entfernung auf beigefügter «Distanztafel» vermerkt
- auf Autobahnen und Autostrassen bei der Gefahrenstelle selbst oder höchstens 100 m vorher, ferner zusätzlich als Vorsignale mit beigefügter «Distanztafel» 500–1000 m vor der Gefahrenstelle.

Die Gefahrensignale sind für ortsunkundige Führer gedacht und sollen nur dort angebracht werden, wo eine Gefahr nicht oder zu spät erkannt werden kann (Art. 3 Abs. 2 SSV).
Die Länge der Strecke, auf der eine Gefahr besteht, kann auf beigefügter Zusatztafel «Streckenlänge» (5.03) vermerkt werden. Auf längeren Strecken werden die Gefahrensignale wiederholt, allenfalls mit beigefügter «Wiederholungstafel» (5.04) (Art. 3 Abs. 4 SSV).

Gefahrensignale
1.01 Rechtskurve
1.02 Linkskurve
1.03 Doppelkurve nach rechts beginnend
1.04 Doppelkurve nach links beginnend
1.05 Schleudergefahr
1.06 Unebene Fahrbahn
1.07 Engpass
1.08 Verengung rechts
1.09 Verengung links
1.10 Gefährliches Gefälle
1.11 Starke Steigung
1.12 Rollsplitt
1.13 Steinschlag
1.13A Steinschlag (Variation)
1.14 Baustelle
1.15 Schranken
1.16 Bahnübergang ohne Schranken
1.18 Strassenbahn (nur Schweiz)
1.22 Fussgängerstreifen
1.23 Kinder
1.24 Wildwechsel
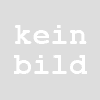
1.25F Tiere (Frosch)
1.25K Tiere (Kuh)
1.25P Tiere (Pferd)
1.26 Gegenverkehr
1.27 Lichtsignale
1.30 Andere Gefahren
1.31 Stau
1.32 Radfahrer

### 2.xx Vorschriftssignale

Vorschriftssignale
2.01 Allgemeines Fahrverbot in beiden Richtungen
2.02 Einfahrt verboten
2.03 Verbot für Motorwagen
2.04 Verbot für Motorräder
2.05 Verbot für Fahrräder und Motorfahrräder
2.06 Verbot für Motorfahrräder
2.07 Verbot für Lastwagen
2.08 Verbot für Gesellschaftswagen
2.09 Verbot für Anhänger
2.09.1 Verbot für Anhänger mit Ausnahme von Sattel- und Zentralachsanhänger
2.10.1 Verbot für Fahrzeuge mit gefährlicher Ladung
2.11 Verbot für Fahrzeuge mit wassergefährdender Ladung
2.12 Verbot für Tiere
2.13 Verbot für Motorwagen und Motorräder (Beispiel)
2.14 Verbot für Motorwagen, Motorräder und Motorfahrräder (Beispiel)
2.15 Verbot für Fussgänger
2.15.1 Skifahren verboten
2.15.2 Schlitteln verboten
2.15.3 Verbot für fahrzeug- ähnliche Geräte
2.16 Höchstgewicht
2.17 Achsdruck
2.18 Höchstbreite
2.19 Höchsthöhe
2.20 Höchstlänge
2.30 Höchstgeschwindigkeit
2.30.1 Höchstgeschwindigkeit 50 generell
2.31 Mindest- geschwindigkeit
2.32 Fahrtrichtung rechts
2.33 Fahrtrichtung links
2.34 Hindernis rechts umfahren
2.35 Hindernis links umfahren
2.36 Geradeausfahren
2.37 Rechtsabbiegen
2.38 Linksabbiegen
2.39 Rechts- oder Linksabbiegen
2.40 Geradeaus oder Rechtsabbiegen
2.41 Geradeaus oder Linksabbiegen
2.41.1 Kreisverkehrsplatz
2.41.2 Vorgeschriebene Fahrtrichtung für Fahrzeuge mit gefährlicher Ladung
2.42 Abbiegen nach rechts verboten
2.43 Abbiegen nach links verboten
2.44 Überholen verboten
2.45 Überholen für Lastwagen verboten
2.46 Wenden verboten
2.47 Mindestabstand
2.48 Schneeketten obligatorisch
2.49 Halten verboten
2.50 Parkieren verboten
2.51 Zollhaltestelle
2.52 Polizei
2.53 Ende der Höchstgeschwindigkeit
2.53.1 Ende der Höchstgeschwindigkeit 50 generell
2.54 Ende der Mindestgeschwindigkeit
2.55 Ende des Überholverbotes
2.56 Ende des Überholverbotes für Lastwagen
2.56.1 Ende eines Teilfahrverbotes (Beispiel)
2.57 Ende des Schneeketten-Obligatoriums
2.58 Freie Fahrt
2.59.1 Zonensignal
2.59.1 Zonensignal (Variation, nur Schweiz)
2.59.1 Zonensignal (Variation, nur Schweiz)
2.59.2 Ende-Zonensignal
2.59.2 Ende-Zonensignal (Variation, nur Schweiz)
2.59.2 Ende-Zonensignal (Variation, nur Schweiz)
2.59.3 Fussgängerzone
2.59.4 Ende der Fussgängerzone
2.59.5 Begegnungszone
2.59.6 Ende der Begegnungszone
2.60 Radweg
2.60.1 Ende des Radweges
2.61 Fussweg
2.62 Reitweg
2.63 Rad- und Fussweg mit getrennten Verkehrsflächen (Beispiel)
2.63.1 Gemeinsamer Rad- und Fussweg (Beispiel)
2.64 Busfahrbahn
2.65 Lichtsignal-System für die zeitweilige Regulierung von Fahrstreifen

#### In weiteren Landessprachen (Schweiz)
Da die Schweiz ein mehrsprachiges Land ist, das vier Landessprachen (Deutsch, Französisch, Italienisch, Rätoromanisch) zählt, gibt es einige der Signale auch in den anderen Landessprachen.

Vorschriftssignale
2.30.1 Höchstgeschwindigkeit 50 generell (f)
2.30.1 Höchstgeschwindigkeit 50 generell (i)
2.30.1 Höchstgeschwindigkeit 50 generell (r)
2.53.1 (f) Ende der Höchstgeschwindigkeit 50 generell
2.53.1 (i) Ende der Höchstgeschwindigkeit 50 generell
2.53.1 (r) Ende der Höchstgeschwindigkeit 50 generell
2.51 Zollhaltestelle
2.52 Polizei
2.59.1 (i/r) Zonensignal
2.59.1 (i/r) Zonensignal (Variation)
2.59.1 (i/r) Zonensignal (Variation)
2.59.2 (i/r) Ende-Zonensignal
2.59.2 (i/r) Ende-Zonensignal (Variation)
2.59.2 (i/r) Ende-Zonensignal (Variation)
2.59.3 (i/r) Fussgängerzone
2.59.4 (i/r) Ende der Fussgängerzone
2.59.5 (i/r) Begegnungszone
2.59.6 (i/r) Ende der Begegnungszone

#### Liechtenstein
Die Signale 2.30.1 und 2.53.1 gelten als beispielhaft, erkennbar an «(Beispiel)» im Beschreibungstext. Dies, da in Liechtenstein auch generelle Höchstgeschwindigkeiten von 30 km/h und  40 km/h vorgesehen sind (Art. 98 Abs. 5 Bst. d SSV).

Vorschriftssignale
2.30.1 Höchstgeschwindigkeit 50 generell (Beispiel)
2.53.1 Ende der Höchstgeschwindigkeit 50 generell (Beispiel)

### 3.xx Vortrittssignale
«Vortrittssignale zeigen an, dass der Führer anderen Fahrzeugen den Vortritt gewähren muss oder dass ihm der Vortritt gegenüber anderen Fahrzeugen zusteht.» (Art. 35 Abs. 1 SSV)

Vortrittssignale
3.01 Stop
3.02 Kein Vortritt
3.03 Hauptstrasse
3.04 Ende der Hauptstrasse
3.05 Verzweigung mit Strasse ohne Vortritt
3.06 Verzweigung mit Rechtsvortritt
3.09 Dem Gegenverkehr Vortritt lassen
3.10 Vortritt vor dem Gegenverkehr
3.20 Wechselblinklichtsignal (nur Schweiz)
3.21 einfaches Blinklichtsignal (nur Schweiz)
3.22 Andreaskreuz
3.24 Andreaskreuz
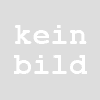
3.26 Lichtsignal bei Bahnübergang (nur Liechtenstein) (österreichische Lichtzeichenanlage)

### 4.xx Hinweissignale
Liechtenstein enthält die Bildtafeln für 4.58 bis 4.73 (Autobahnen und Autostrassen) nicht, da Liechtenstein keine eigenen Autobahnen und Autostrassen unterhält. Die in diesen Hinweissignalen zu Illustrationszwecken angegebenen Ortsangaben entstammen der Schweizer Signalisationsverordnung. Die Liechtensteinische Strassensignalisationsverordnung nutzt für Nahziele  liechtensteinische, für Fernziele dagegen grenznahe österreichische und Schweizer Ortschaften. 

Hinweissignale
4.01 Autobahn
4.02 Ende der Autobahn (nur Schweiz)
4.03 Autostrasse
4.04 Ende der Autostrasse (nur Schweiz)
4.05 Bergpoststrasse
4.06 Ende der Bergpoststrasse
4.07 Tunnel
4.07 Tunnel (mit Entfernungsangabe, nur Schweiz)
4.08 Einbahnstrasse
4.08.1 Einbahnstrasse mit Gegenverkehr von Radfahrern (Beispiel)
4.09 Sackgasse
4.09.1 Sackgasse mit Ausnahmen (Beispiel)
4.10 Wasserschutzgebiet
4.11 Standort eines Fussgängerstreifens
4.12 Fussgänger-Unterführung
4.13 Fussgänger-Überführung
4.14 Spital
4.15 Ausstellplatz
4.16 Abstellplatz für Pannenfahrzeuge (nur Schweiz)
4.17 Parkieren gestattet
4.18 Parkieren mit Parkscheibe
4.20 Parkieren gegen Gebühr
4.21 Parkhaus
4.23 Vorwegweiser für bestimmte Fahrzeugarten (Beispiel Lastwagen)
4.24 Notfallspur (Beispiel)
4.25 Parkplatz mit Anschluss an öffentliches Verkehrsmittel (Beispiel)
4.27 Ortsbeginn auf Hauptstrassen, Schweiz
4.27 Ortsbeginn auf Hauptstrassen, Liechtenstein
4.28 Ortsende auf Hauptstrassen, Schweiz
4.28 Ortsende auf Hauptstrassen, Liechtenstein
4.29 Ortsbeginn auf Nebenstrassen, Schweiz
4.29 Ortsbeginn auf Nebenstrassen, Liechtenstein
4.30 Ortsende auf Nebenstrassen, Schweiz
4.30 Ortsende auf Nebenstrassen, Liechtenstein
4.31 Wegweiser zu Autobahnen oder
4.32 Wegweiser für Hauptstrassen
4.33 Wegweiser für Nebenstrassen
4.34 Wegweiser bei Umleitungen
4.34.1 Wegweiser für Umleitungen ohne Zielangabe
4.35 Wegweiser in Tabellenform
4.36 Vorwegweiser auf Hauptstrassen
4.37 Vorwegweiser auf Nebenstrassen
4.38 Vorwegweiser mit Fahrstreifenaufteilung auf Hauptstrassen
4.39 Vorwegweiser mit Fahrstreifenaufteilung auf Nebenstrassen
4.40 Vorwegweiser mit Anzeige von Beschränkungen
4.41 Einspurtafel über Fahrstreifen auf Hauptstrassen
4.42 Einspurtafel über Fahrstreifen auf Nebenstrassen
4.45 Wegweiser für bestimmte Fahrzeugarten (Beispiel Lastwagen)
4.46 Wegweiser «Parkplatz»
4.46.1 Wegweiser «Parkplatz mit Anschluss an öffentliches Verkehrsmittel»
4.47 Wegweiser «Zeltplatz»
4.48 Wegweiser «Wohnwagenplatz»
4.49 Betriebswegweiser
4.50.1 Wegweiser «Route für Fahrräder» (Beispiel)
4.50.3 Wegweiser «Route für Mountainbikes» (Beispiel)
4.50.4 Wegweiser «Route für fahrzeugähnliche Geräte» (Beispiel)
4.50.5 Wegweiser in Tabellenform für einen einzigen Adressatenkreis (Beispiel)
4.50.6 Wegweiser in Tabellenform für mehrere Adressatenkreise (Beispiel)
4.51.1 Wegweiser ohne Zielangabe (Beispiel)
4.51.2 Vorwegweiser ohne Zielangabe (Beispiel)
4.51.3 Bestätigungstafel (Beispiel)
4.51.4 Endetafel (Beispiel)
4.52 Verkehrsführung
4.53 Vorwegweiser für Umleitungen
4.54 Vorwegweiser bei Kreisverkehrsplatz (Beispiel)
4.55 Abzweigende Strasse mit Gefahrenstelle oder Verkehrsbeschränkung
4.56 Nummerntafeln für Europastrassen
4.57 Nummerntafel für Hauptstrassen
4.58 Nummerntafel für Autobahnen und Autostrassen
4.59 Nummerntafel für Anschlüsse (nur Schweiz)
4.59.1 Nummerntafel für Verzweigungen (nur Schweiz)
4.60 Ankündigung des nächsten Anschlusses (nur Schweiz)
4.61 Vorwegweiser bei Anschlüssen
4.62 Wegweiser bei Anschlüssen
4.63 Ausfahrtstafel
4.64 Trennungstafel
4.65 Entfernungstafel
4.66 Verzweigungstafel
4.67 Erster Vorwegweiser bei Verzweigungen
4.68 Zweiter Vorwegweiser bei Verzweigungen
4.69 Einspurtafel über Fahrstreifen auf Autobahnen und Autostrassen
4.70 Hinweis auf Notruf- säulen
4.71 Hinweis auf Polizeistützpunkte
4.72 Kilometertafel
4.73 Hektometertafel
4.75 Strassenzustand
4.76 Vororientierung über den Strassenzustand
4.77 Anzeige der Fahrstreifen (Beispiele)
4.77.1 Anzeige von Fahrstreifen mit Beschränkungen (Beispiel)
4.77.2 Freigabe des Pannenstreifens (Beispiele, nur Schweiz)
4.79 Zeltplatz
4.80 Wohnwagenplatz
4.81 Telefon
4.82 Erste Hilfe
4.83 Pannenhilfe
4.84 Tankstelle
4.85 Hotel-Motel
4.86 Restaurant
4.87 Erfrischungen
4.88 Informationsstelle
4.89 Jugendherberge
4.90 Radio-Verkehrs- information
4.91 Gottesdienst
4.92 Feuerlöscher
4.93 Anzeige der allgemeinen Höchstgeschwindigkeiten
4.94 Richtung und Entfernung zum Nächsten Notausgang
4.95 Notausgang

### 5.xx Ergänzende Angaben zu Signalen

Ergänzende Angaben zu Signalen
5.01 Distanztafel
5.02 Anzeige von Entfernung und Richtung
5.03 Streckenlänge
5.04 Wiederholungstafel
5.05 Anfangstafel
5.06 Endetafel
5.07 Richtungstafel
5.09 Richtung der Hauptstrasse
5.10 Ausnahmen vom Halteverbot
5.11 Ausnahmen vom Parkierungsverbot
5.12 Blinklicht (nur Schweiz)
5.13 Vereiste Fahrbahn
5.14 Gehbehinderte
5.15 Fahrbahnbreite
5.16 Schiesslärm (nur Schweiz)
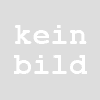
5.16 Lichtsignal bei Bahnübergang (nur Liechtenstein)
5.17 Übernächste Tankstelle (nur Schweiz)
5.18 Rechtsabbiegen für Radfahrer gestattet
5.20 Leichte Motorwagen
5.21 Schwere Motorwagen
5.22 Lastwagen
5.23 Lastwagen mit Anhänger
5.24 Sattelmotorfahrzeug
5.25 Gesellschaftswagen
5.26 Anhänger
5.27 Wohnanhänger
5.28 Wohnmotorwagen
5.29 Motorrad
5.30 Motorfahrrad
5.31 Fahrrad
5.32 Mountain-Bike
5.33 Fahrrad schieben
5.34 Fussgänger
5.35 Strassenbahn
5.36 Traktor
5.37 Panzer
5.38 Pistenfahrzeug
5.39 Langlauf
5.40 Skifahren
5.41 Schlitteln
5.42 Ladestation
5.43 Mitfahrgemeinschaft (nur Schweiz)
5.50 Flugzeug/Flugplatz
5.51 Autoverlad auf Eisenbahn (nur Schweiz)
5.52 Autoverlad auf Fähre (nur Schweiz)
5.53 Industrie und Gewerbegebiet
5.54 Zollabfertigung mit Sichtdeklaration
5.55 S-Verkehr (nur Schweiz)
5.56 Spital mit Notfallstation
5.57 Notfalltelefon
5.58 Feuerlöscher

### 6.xx Markierungen

Markierungen
6.01 Sicherheitslinie
6.02 Doppelte Sicherheitslinie & 6.03 Leitlinie
6.04 Doppellinie
6.05 Vorwarnlinie
6.06 Einspurpfeile
6.07 Abweispfeile
6.08 Bus-Streifen
6.09 Radstreifen
6.10 Haltelinie & 6.12 Ununterbrochene Längslinie & 6.11 Stop
6.13 Wartelinie & 6.12 Ununterbrochene Längslinie & 6.14 Vorankündigung der Wartelinie
6.15 Randlinie & 6.16 Führungslinie
6.16.1 Führungslinie im Anschluss an Wartelinie
6.16.2 Führungslinie bei Richtungsänderung der Hauptstrasse
6.16.3 Führungslinie bei Richtungsänderung der Hauptstrasse
6.17 Fussgängerstreifen & 6.18 Halteverbotslinie
6.19 Längsstreifen für Fussgänger
6.20 Sperrflächen
6.21 Zickzacklinie
6.22 Parkverbotslinie
6.23 Parkverbotsfeld
6.25 Halteverbotslinie
6.26 Aufstellbereich für Radfahrer (Beispiel 1)
6.26 Aufstellbereich für Radfahrer (Beispiel 2)
6.30 Leitpfosten rechts
6.31 Leitpfosten links